# Eclissi solare del 31 luglio 1924
L'Eclissi solare del 31 luglio 1924 è stato un evento astronomico che ha avuto luogo il suddetto giorno attorno alle ore 19:58 UTC. Tale evento ha avuto luogo nell'Oceano Pacifico meridionale. L'eclissi del 31 luglio 1924 divenne la seconda eclissi solare nel 1924 e la 55ª nel XX secolo. La precedente eclissi solare si è verificata il 5 marzo 1924, la seguente il 30 agosto 1924.
Il giorno della luna nuova (novilunio), la differenza tra le distanze apparenti di luna e sole osservate sulla terra è estremamente piccola. In tale momento, se la luna si trova in prossimità del nodo lunare, cioè uno dei due punti in cui la sua orbita interseca l'eclittica, si verifica un'eclissi solare. Quando vi è assenza di ombra e la penombra raggiunge parte dell'estremità settentrionale o meridionale della terra, si verifica un'eclissi solare parziale, che si verifica quindi presso le regioni polari della Terra. 

## Percorso e visibilità
Questa eclissi solare parziale poteva essere vista sulla superficie dell'oceano all'estremità meridionale dell'Oceano Pacifico.

## Eclissi correlate

### Eclissi solari 1924 - 1928
Questa eclissi è un membro di una serie semestrale. Un'eclissi in una serie semestrale di eclissi solari si ripete approssimativamente ogni 177 giorni e 4 ore (un semestre) in nodi alternati dell'orbita della Luna.